# Поломская, Барбара
Барбара Поломская (пол. Barbara Połomska, 9 января 1934 — 28 июля 2021) — польская актриса театра и кино.

## Биография
Барбара Поломская родилась 9 января 1934 года в Быдгоще. Актёрское образование получила в Государственной высшей театральной школе в Кракове, которую окончила в 1956 году. Дебютировала в театре в 1955 г. Актриса театров в Лодзи.

## Избранная фильмография
- 1955 — Атлантическая повесть / Opowieść atlantycka — невеста Шмидта
- 1955 — Часы надежды / Godziny nadziei — работница в полевой кухне
- 1956 — Тень / Cień — подруга Стефана
- 1956 — Варшавская сирена / Warszawska syrena — Сава
- 1957 — Сокровище капитана Мартенса / Skarb kapitana Martensa — Баська
- 1958 — Эроика / Eroica — Зося, жена Дзидзюся Гуркевича
- 1958 — Восьмой день недели / Ósmy dzień tygodnia — Элла, подруга Агнешки
- 1958 — Позвоните моей жене / Co řekne žena? (Чехословакия / Польша) — Ирена Стемповская
- 1959 — Инспекция пана Анатоля / Inspekcja pana Anatola — Бася Квятковская
- 1960 — Косоглазое счастье / Zezowate szczęście — жена Елонека
- 1965 — Капитан Сова идёт по следу / Kapitan Sowa na tropie  — Диана (только во 2-й серии)
- 1966 — Ад и небо / Piekło i niebo — первая жена Франтишека
- 1970 — Доктор Эва / Doktor Ewa — Стефания Хомич (только в 7-й серии)
- 1982 — Мама Круль и её сыновья / Matka Królów — соседка Луции Круль
- 1992 — Холостяцкая жизнь на чужбине / Kawalerskie życie na obczyźnie — соседка
- 1995 — История о мастере Твардовском / Dzieje mistrza Twardowskiego — вдова у Твардовского